# Cosmos (группа)
Cosmos — латвийская а-капельная группа, созданная в Риге в 2002 году, победитель международного конкурса молодых исполнителей «Новая волна» в 2004 году. С момента своего создания группа состоит из певцов: Янис Шипкевиц, Андрис Сеянс (оба контр-теноры), Юрис Лисенко (тенор), Янис Озолс (баритон), Янис Страждинс (бас) и Рейнис Сеянс (ритм).
«Cosmos» получил национальное и международное признание после того, как группа была выбрана в качестве представителя Латвии на песенном конкурсе «Евровидение-2006» с песней «I Hear Your Heart». Несмотря на победу в национальном отборе «Eirodziesma-2006», группа заняла лишь шестнадцатое место среди 24 участников конкурса, набрав 30 баллов.

## Дискография
- Cosmos (2003)
- Pa un par (2005)
- Тетради любви (2005)
- Ticu un viss (2005)
- Turbulence (2008)
- Pasaki man un tev (2009)